# Manthelon
Manthelon település Franciaországban, Eure megyében. Lakosainak száma 354 fő (2015). Manthelon Chanteloup, Les Essarts, Nogent-le-Sec és Le Sacq községekkel határos.

## Népesség
A település népességének változása:
| Lakosok száma | 213  | 193  | 184  | 206  | 247  | 289  | 292  | 325  | 347  | 354  |
|               | 1962 | 1968 | 1975 | 1982 | 1990 | 2006 | 2008 | 2011 | 2013 | 2015 |